# Monte Vettore
Monte Vettore je nejvyšší hora pohoří Monti Sibillini ve Středních Apeninách, ve střední Itálii.
Hora leží na hranici regionů Umbrie a Marche, vrchol (2 476 m) leží v Marche, v provincii Ascoli Piceno.
Nachází se na území Národního parku Monti Sibillini.
Monti Sibillini je čtvrtý nejvyšší horský masiv Apenin. Celkem dvanáct vrcholů překračuje 2 000 m.